# Erazem Predjamski
Erazem Predjamski oz. Logar (nemško Erasmus von Lueger), kranjski vitez in ropar, * okoli 1420, Grad Predjama, Vojvodina Kranjska, † 1484, Grad Predjama, Vojvodina Kranjska. Erazem velja za najbolj znanega lastnika Predjamskega gradu, zaslovel pa je tudi kot ropar.

## Življenje
Erazem Predjamski je bil sin tržaškega cesarskega glavarja Nikolaja Predjamskega.
Kmalu je zaslovel kot hraber bojevnik, ter tako prišel na sam dvor cesarja Friderika III. Tam je zašel v politični spor, ker pa se ni hotel predati sodišču, se je zatekel na domači grad. Cesarska vojska je grad obkolila in ga dolgo časa oblegovala. Na površje je iz gradu vodilo veliko rovov, skozi katere so prenašali hrano. Tako je Erazem brez težav prenašal obleganje.
Pozne pomladi 1484 je vojski uspelo zadeti prostor v katerem se je v tistem trenutku nahajal Erazem. Slednji je umrl pod ruševinami.

### Potomci
Razširjeno je prepričanje, da je bil Erazem zadnji član svoje družine. Kljub temu nekateri menijo, da je bil poročen s Katarino, hčerko barona Krištofa Ungnada in da so se njegovi sinovi Nikolaj, Erazem in Andrej zatekli k Matiju Korvinu. Spet drugo prepričanje pravi, da se je Erazmova edinka Ana poročila s proseško-kontovelskim vitezom Krištofom Kobenclom, ter da je tako grad Predjama prišel v last družine slednjega.

## V slovenski literaturi
Erazem naj bi bil znan po tem, da je kradel bogatim karavanam in preskrboval reveže, zaradi česar ga večkrat enačijo z Robinom Hoodom.
- Erasem iz Jame (1845), Franc Malavašič
- Erazem Predjamski (1978), Saša Vuga